# In cucina con Giallozafferano
In cucina con Giallozafferano è un programma televisivo italiano presentato da Sonia Peronaci, andato in onda la prima volta su Fox Life il 4 novembre 2013, e poi quotidianamente dal lunedì al venerdi alle 18.50.
È uno spazio quotidiano dedicato a ricette della tradizione culinaria italiana e internazionale.
Gli autori del programma sono Alessio Olivieri e Alice Bascherini. Il regista è Gionata Agliati.